# Boris Michailowitsch Skossyrew

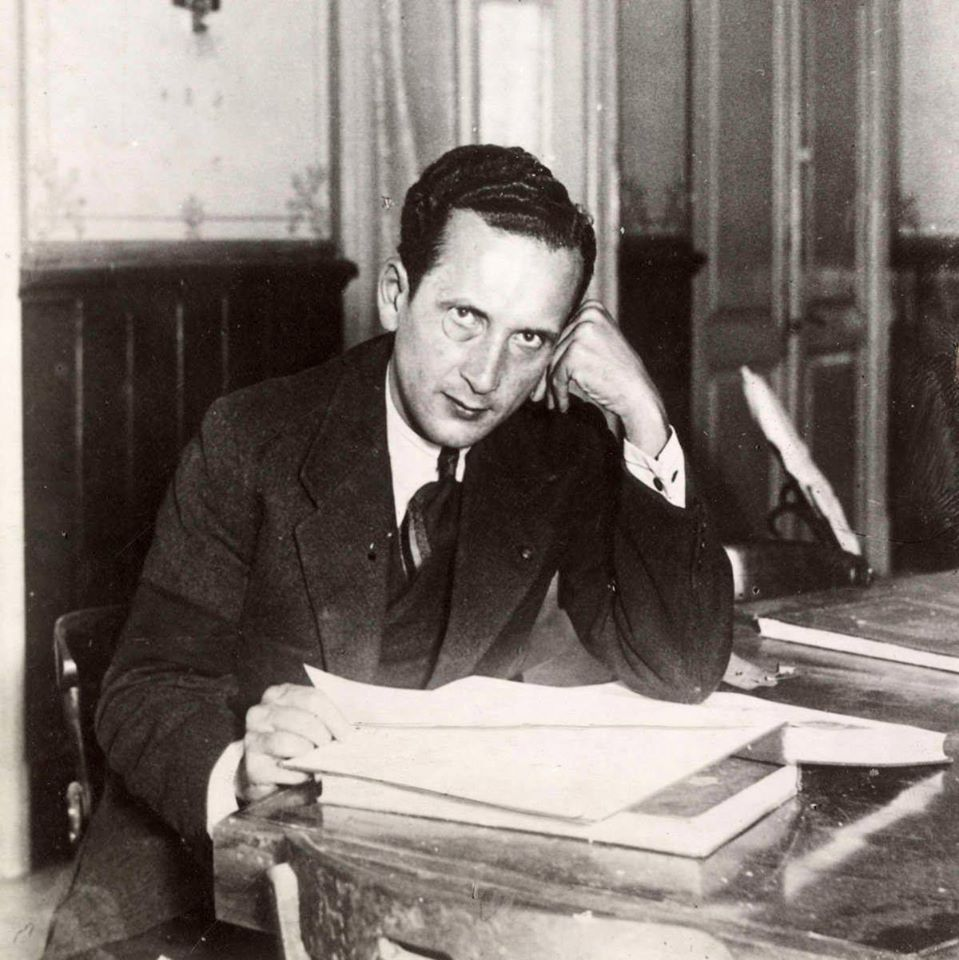
Boris Michailowitsch Skossyrew

Boris Michailowitsch Skossyrew (russisch Борис Михайлович Скосырев, auch bekannt unter der Schreibweise Boris Skossyreff; * 12. Januar 1896 oder 1900 in Vilnius, Russisches Reich, heute Litauen; † 27. Februar 1989 in Boppard, Deutschland) war ein Sohn russischer Adeliger, der in Andorra kurzfristig (Juli 1934) als König Boris I. auftrat.

## Leben

### Herkunft und berufliche Laufbahn
Boris Skossyrew wurde in Vilnius, das damals zum Russischen Reich gehörte, in eine adelige russische Familie als Sohn von Michael Skossyrew und dessen Ehefrau Elisabeth Mawrusow geboren, die während der Russischen Revolution im Jahre 1917 nach England flüchtete. Gegen Ende des Ersten Weltkriegs trat er in die Armee ein, um anschließend beim britischen Außenministerium die Diplomatenlaufbahn einzuschlagen, die ihn angeblich in geheimen Missionen nach Sibirien, Japan und in die Vereinigten Staaten führte. 1921 trat er als englischer Kapitän Gordun auf Sylt auf und wurde wegen Urkundenfälschung verhaftet.
1925 ließ er sich in den Niederlanden nieder. Nach eigenen Angaben sei er in den Dienst des Königlichen Hofes eingetreten und habe von Königin Wilhelmina den Titel „Graf von Oranje“ erhalten.
Am 21. März 1931 heiratete er die Französin Maria Louise Parat de Gassier aus dem südfranzösischen Landadel, die deutlich älter als er, 1886 geboren worden war. Von ihr ließ er sich zwei Jahre später wieder scheiden. In die Heiratsurkunde ließ er die Schreibweise „Skosyrew“ seines Nachnamens eintragen, obwohl die meisten Quellen ihn als „Skossyreff“ kennen.

### Erster Aufenthalt in Andorra und Exil
Nach seiner Scheidung lebte er um 1932/33 auf  Mallorca. Danach übersiedelte er in den Pyrenäenstaat Andorra und lebte in einem Haus in Santa Coloma, das heute noch „Haus der Russen“ heißt. Rasch fasste er den Plan, die Macht über das Land zu erlangen und das Land zu reformieren.
Andorra war zu dieser Zeit ein recht armes Land, in dem das Überleben schwierig und kompliziert war. Die Menschen lebten hier von der Landwirtschaft, der Tierhaltung und dem Schmuggel. Seit 1278 wurde das Land von zwei Co-Fürsten regiert: dem Bischof von Urgell und dem Grafen von Foix, dessen Anrecht später auf den französischen König bzw. Kaiser und zuletzt auf den Präsidenten der Französischen Republik überging. Viermal im Jahr versammelten sich seit jeher die Vertreter der Täler im Casa de la Vall, um die Probleme der Bevölkerung zu besprechen und ihre Anliegen an die beiden Co-Fürsten zu richten. Ein Versuch, ein Casino nach dem Vorbild von Monaco zu errichten, führte zu dem einzigen Bürgerkrieg des Landes, ausgetragen zwischen konservativen und progressiven Tälern. Der Plan scheiterte, da ihn insbesondere der Bischof von Urgell vehement ablehnte (er nannte das Casino-Vorhaben „Vorzimmer zur Hölle“).
Im Jahre 1934 waren die Versuche einiger progressiver Gruppierungen, die Autorität des Bischofs zu untergraben, wieder großteils verebbt, und auch die Beziehungen zum spanischen Präsidenten Niceto Alcalá-Zamora waren sehr gut. Es war kein besonders guter Zeitpunkt, als Skossyrew am 17. Mai 1934 sein Vorhaben den andorranischen Räten unterbreitete. Die Antwort war seine sofortige Ausweisung, unterzeichnet vom französischen Präfekten (als Vertreter des Staatspräsidenten) und dem Bischof. Skossyrew siedelte sich nun in La Seu d’Urgell an, nicht weit von der andorranischen Grenze, lebte dort im Hotel Mundial und begann von dort seine Kampagne. Er gab ausländischen Medien zahlreiche Interviews, in denen er sein Vorhaben begründete, und knüpfte Kontakt zu Jean von Orléans, dem Herzog von Guise, Anwärter auf den französischen Thron und aus Sicht der Monarchisten der rechtmäßige Erbe der Grafen von Foix (im Gegensatz zum französischen Staatspräsidenten). Skossyrew nannte sich von nun an „Stellvertreter des Königs von Frankreich“.
Skossyrew unterbreitete dem Volksvertreter der Täler Andorras seinen Vorschlag, die wirtschaftlichen Strukturen Andorras zu ändern, indem er es in ein Steuerparadies nach dem Vorbild von Monaco oder Liechtenstein verwandeln und es zu einem wichtigen Wirtschaftszentrum machen werde, in dem sich Banken und ausländische Firmen ansiedeln würden, um Steuervorteile zu nutzen.

### König Boris I.
Am 7. Juli 1934 wurde der Vorschlag für eine Monarchie unter Boris Skossyrew als König dem Generalrat unterbreitet. Boris erhielt 23 Stimmen von 24, nur ein Repräsentant, Cinto aus der Ortschaft Encamp, war vehement dagegen. Damit war die Monarchie gegründet. Begleitet von einigen Getreuen, u. a. der amerikanischen Millionärin Florence Mazmon, seiner Geliebten, richtete sich Boris im Gasthaus Calons in Sant Julià de Lòria ein und bereitete sich auf den Thron vor.
Boris ließ 10.000 Exemplare seiner Verfassung drucken, verschickte sie an spanische und französische Persönlichkeiten und spielte bereits die Rolle eines perfekten Monarchen: Er schrieb offizielle Bulletins der neuen Monarchie, empfing wichtige Gäste, organisierte offizielle Empfänge und Festakte.
Frankreich intervenierte nicht, da es sich für andorranische Angelegenheiten nicht allzu sehr interessierte, und überließ die Sache dem Generalrat. Auch der Ministerrat Spaniens hatte die Angelegenheit bereits debattiert und sah keinen Handlungsbedarf. Eine neuerliche Abstimmung in Andorra am 9. Juli führte zu demselben Ergebnis: 23:1 Stimmen für die neue Monarchie.
Doch ein Repräsentant kippte das Vorhaben: Cinto fuhr nach La Seu d’Urgell und informierte Bischof Justí Guitart i Vilardebò. Dieser ließ verlautbaren, dass er und der französische Präsident rechtmäßige Co-Fürsten seien, nicht ein Exil-Russe. Zwei Wochen nach der Ausrufung der Monarchie, am 21. Juli 1934, schickte der Bischof vier spanische Polizisten nach Andorra und Boris I. wurde verhaftet, seine Untertanen schritten nicht ein. Skossyrew wurde zuerst nach Barcelona gebracht, dann in das Modelo-Gefängnis nach Madrid. Nach seiner Freilassung wurde er nach Portugal ausgeliefert.

### Nach Andorra
Skossyrew betrat „sein“ Land Andorra nie wieder. Wo er sich nach seiner Absetzung aufhielt, ist nur bruchstückhaft bekannt. Belegt sind Aufenthalte in Lissabon, Tanger und Gibraltar. Im Mai 1936 war er wieder in Portugal. Er hatte keinen Pass bei sich und wurde verhaftet. Nach seiner Freilassung ging er nach Spanien.
1938 erlaubte ihm die französische Regierung, sich in Aix-en-Provence niederzulassen. 1939 befand er sich in dem Internierungslager Le Vernet in Südfrankreich, zusammen mit antifaschistischen Spaniern und Italienern sowie Vertriebenen aus Mitteleuropa.
Nachdem er 1943 in die Hände der Nazis geraten war, wurde er Sonderführer an der Ostfront. 1945 wurde er von den Amerikanern verhaftet und wieder freigelassen, da er weder Deutscher noch ein Nazi war. Er ging nun nach Boppard in Deutschland, wo seine Frau sich 1944 niedergelassen hatte.
1948 wurde er in Eisenach in der sowjetischen Besatzungszone Deutschlands verhaftet, verurteilt und nach Sibirien geschickt. 1956 kehrte er zusammen mit den noch lebenden deutschen Kriegsgefangenen aus Sibirien nach Deutschland zurück. Eine kleine staatliche Rente wurde ihm gewährt. Er lebte nun unauffällig in Boppard; Ende der 1960er Jahre wohnte er vorübergehend in Mörsdorf, rund 20 Kilometer südwestlich von Boppard. Boris Skossyrew starb am 27. Februar 1989 in Boppard und wurde dort begraben. Auf dem Grabstein ist als Geburtsjahr 1900 angegeben. Skossyrew hatte nicht nachweisen können, in welchem Jahr er geboren wurde.
In einigen russischsprachigen Publikationen und Websites wird die Legende verbreitet, Skossyrew habe als Boris I. Andorra bis 1941 regiert und sei erst vom französischen Vichy-Regime abgesetzt worden.

## Biografien
- Luis Capdevilla: Nouvelle Découverte de l’Andorre. Nouvelles Éditions Latines, Paris 1959, S. 180 ff. (französisch).
- Thomas M. Eccardt: Secrets of the Seven Smallest States of Europe. Andorra, Liechtenstein, Luxembourg, Malta, Monaco, San Marino and Vatican City. Hippocrene Books, New York NY 2005, ISBN 0-7818-1032-9 (englisch).
- Gerhard Lang-Valchs: Boris von Skossyreff. Rey de los andorranos, agente de los alemanes. Círculo Rojo, Roquetas de Mar 2018, ISBN 978-84-9194-709-7 (spanisch).
- Miguel Izu: El rey de Andorra. Editorial Berenice, Córdoba 2018, ISBN 978-84-17418-62-5 (spanisch).